# 快舟
快舟（かいしゅう）(Kuaizhou) は、中華人民共和国の固体燃料を使う衛星打ち上げロケット。開発はハルビン工業大学が行ったとされており、中国航天科工集団公司が開発に関連している。
災害の際に迅速な地上監視や通信インフラを展開することを目的としているとされるが、小型であること以外の形状や性能といった諸元は明らかにされていない。
2013年9月25日に酒泉衛星発射センターから快舟一号を搭載して打ち上げられた。2014年11月21日に快舟二号が打ち上げられており、搭載されているのは災害観測衛星とされている。
2017年には快舟1号をベースに改良した快舟1号甲が開発され、これとは別に2015年に快舟11号の開発を表明。輸送能力5倍、離陸重量78トン、近地球軌道における最大輸送能力を約1.5トンと定め、また1キログラムあたりの打ち上げコストを1万ドル以内に抑えることを目標とした。当初は2016年末もしくは2017年年初に初の打ち上げを行う予定であったが、計画は遅れ、2020年7月10日に初の打ち上げを迎えた。ビリビリ動画が使用する衛星が搭載されたが打ち上げに失敗し、快舟シリーズの中でも初の失敗事例となった。
よく似たロケットとして、トレーラーを使った移動式の発射機を備えた小型ロケット「FT-1」(Feitian-1: 飛天) の模型が2014年11月に披露されている。

## 特徴
快舟一号(KZ-1A)は全段固定ノズルを採用、衛星打ち上げロケットに一般的な推力偏向は用いない。
1段目にはグリッドフィン、4段目にはN2O4,MMHを推進剤とするサイドスラスターを用いた統合推進・姿勢制御サブシステムを搭載する。
このサブシステムは4段目のみならず2,3段目の姿勢制御も担い、2,3段目には姿勢制御装置は存在しない。これにより部品点数の削減、低コスト化が実現できる。

## 打ち上げ実績
快舟1号と快舟1号甲、快舟11号の3モデルが登場しており、まとめて示す。
| No. | 打上げ日時 (UTC)     | 打ち上げ場所 | バージョン     | ペイロード                                        | 軌道 | 成否 | 出典          |
| --- | -------------------- | ------------ | -------------- | ------------------------------------------------- | ---- | ---- | ------------- |
| 1   | 2013年9月25日 04:37  | 酒泉、LA-4   | 快舟1号 F-1    | 快舟一号                                          | SSO  | 成功 | [ 11 ]        |
| 2   | 2014年11月21日 06:37 | 酒泉、LA-4   | 快舟1号 F-2    | 快舟二号                                          | SSO  | 成功 | [ 12 ]        |
| 3   | 2017年1月9日 04:11   | 酒泉、LA-4   | 快舟1号甲 F-1  | 吉林一号03（吉林林業1号）、行雲試験一号、凱盾一号 | SSO  | 成功 | [ 6 ]         |
| 4   | 2018年9月29日 04:13  | 酒泉、LA-4   | 快舟1号甲 F-2  | 微厘空間一号系統S1試験衛星                        | SSO  | 成功 | [ 13 ]        |
| 5   | 2019年8月30日 23:41  | 酒泉、LA-4   | 快舟1号甲 F-3  | 微小重力実験衛星、瀟湘一号07衛星                  | SSO  | 成功 | [ 14 ]        |
| 6   | 2019年11月13日 03:40 | 酒泉、LA-4   | 快舟1号甲 F-4  | 吉林1号高分解能02A衛星                            | SSO  | 成功 | [ 15 ]        |
| 7   | 2019年11月17日 09:52 | 酒泉、LA-4   | 快舟1号甲 F-5  | KL-α-A/B衛星                                      | LEO  | 成功 | [ 16 ] [ 17 ] |
| 8   | 2019年12月7日 02:55  | 太原         | 快舟1号甲 F-6  | 吉林一号高分解能地球観測システム02B               | SSO  | 成功 | [ 18 ] [ 19 ] |
| 9   | 2019年12月7日 08:52  | 太原、LA-16  | 快舟1号甲 F-7  | 和徳二号A/B、天儀16/17、天啓四号A/B               | SSO  | 成功 | [ 18 ] [ 19 ] |
| 10  | 2020年1月16日 03:02  | 酒泉、LA-4   | 快舟1号甲 F-8  | 銀河航天一号                                      | LEO  | 成功 | [ 20 ] [ 21 ] |
| 11  | 2020年5月12日 01:16  | 酒泉、LA-4   | 快舟1号甲 F-9  | 行雲二号01、02                                    | LEO  | 成功 | [ 22 ]        |
| 12  | 2020年7月10日 04:17  | 酒泉、LA-4   | 快舟11号 F-1   | 吉林一号02E、微厘空間一号系統S2試験衛星           | SSO  | 失敗 | [ 23 ]        |
| 13  | 2020年9月12日 05:02  | 酒泉、LA-4   | 快舟1号甲 F-10 | 吉林1号高分解能02C衛星                            | SSO  | 失敗 |               |
| 14  | 2021年9月27日 06:19  | 酒泉、LA-4   | 快舟1号甲 F-11 | 吉林1号高分解能02D衛星                            | SSO  | 成功 |               |
| 15  | 2021年10月27日 06:19 | 酒泉、LA-4   | 快舟1号甲 F-12 | 吉林1号高分解能02F衛星                            | SSO  | 成功 |               |
| 16  | 2021年11月24日 23:41 | 酒泉、LA-4   | 快舟1号甲 F-13 | 試験11号衛星                                      | SSO  | 成功 |               |
| 17  | 2021年12月15日 02:00 | 酒泉、LA-4   | 快舟1号甲 F-14 | GeeSAT-1A/1B                                      | SSO  | 失敗 | [ 24 ]        |
| 18  | 2022年6月22日 02:08  | 酒泉、LA-4   | 快舟1号甲 F-15 | Tianxing-1                                        | LEO  | 成功 | [ 25 ]        |
| 19  | 2022年8月23日 02:36  | 西昌         | 快舟1号甲 F-16 | Chuangxin-16 A/B                                  | LEO  | 成功 |               |